# ラブドウイルス科
ラブドウイルス科（ラブドウイルスか、Rhabdoviridae）は、ウイルスの分類においてモノネガウイルス目に属する1科。動物ウイルスではそのビリオンは銃弾型の形態をし、エンベロープに包まれている。ラブドウイルスの名前はギリシャ語で棒を意味するrhabdosに由来する。ゲノムは一本鎖-RNA。赤血球凝集性を有する。ラブドウイルス科の有名なウイルスとしては狂犬病ウイルスがあり、このウイルスはほとんどの温血動物に感染し、ヒトの場合は発症するとほとんどが死に至る。
宿主域は非常に広く、動物（脊椎動物、節足動物）および植物に感染するものが知られている。昆虫などにより媒介されるものも多いが、脊椎動物と植物とで共に感染するものはない。
多くのウイルスはL（large protein）、G（glycoprotein）、N（nucleoprotein）、P（phosphoprotein）、M（matrix protein）の5種の遺伝子を含む。多くは宿主細胞の細胞質で増殖するが、植物に感染するNucleorhabdovirus属だけは細胞核で増殖する。
RNAの転写と複製にはLとPが必要である。転写は遺伝子毎に行われ、細胞のものと同じ形のmRNAとなる。ビリオンにはカプシドを作るN、エンベロープの膜タンパク質G、これらをつなぐMの3種類のタンパク質が含まれる。

## 分類
- リッサウイルス属 Lyssavirus
  - 狂犬病ウイルス（Rabies virus）
- ベシクロウイルス属 Vesiculovirus
  - 水胞性口内炎アラゴウイルス（Vesicular stomatitis Alagoas virus）
- エフェメロウイルス属 Ephemerovirus
  - 牛流行熱ウイルス（Bovine ephemeral virus）
- ノビラブドウイルス属 Novirhabdovirus
  - 伝染性造血器壊死ウイルス（Infectious hematopoietic virus）
  - ウイルス性出血性敗血症ウイルス（Viral hemorrhagic septicemia virus）
- サイトラブドウイルス属 Cytorhabdovirus
  - Lettuce necrotic yellows virus
- ヌクレオラブドウイルス属 Nucleorhabdovirus
  - Potato yellow dwarf virus